# Dinosauři v populární kultuře

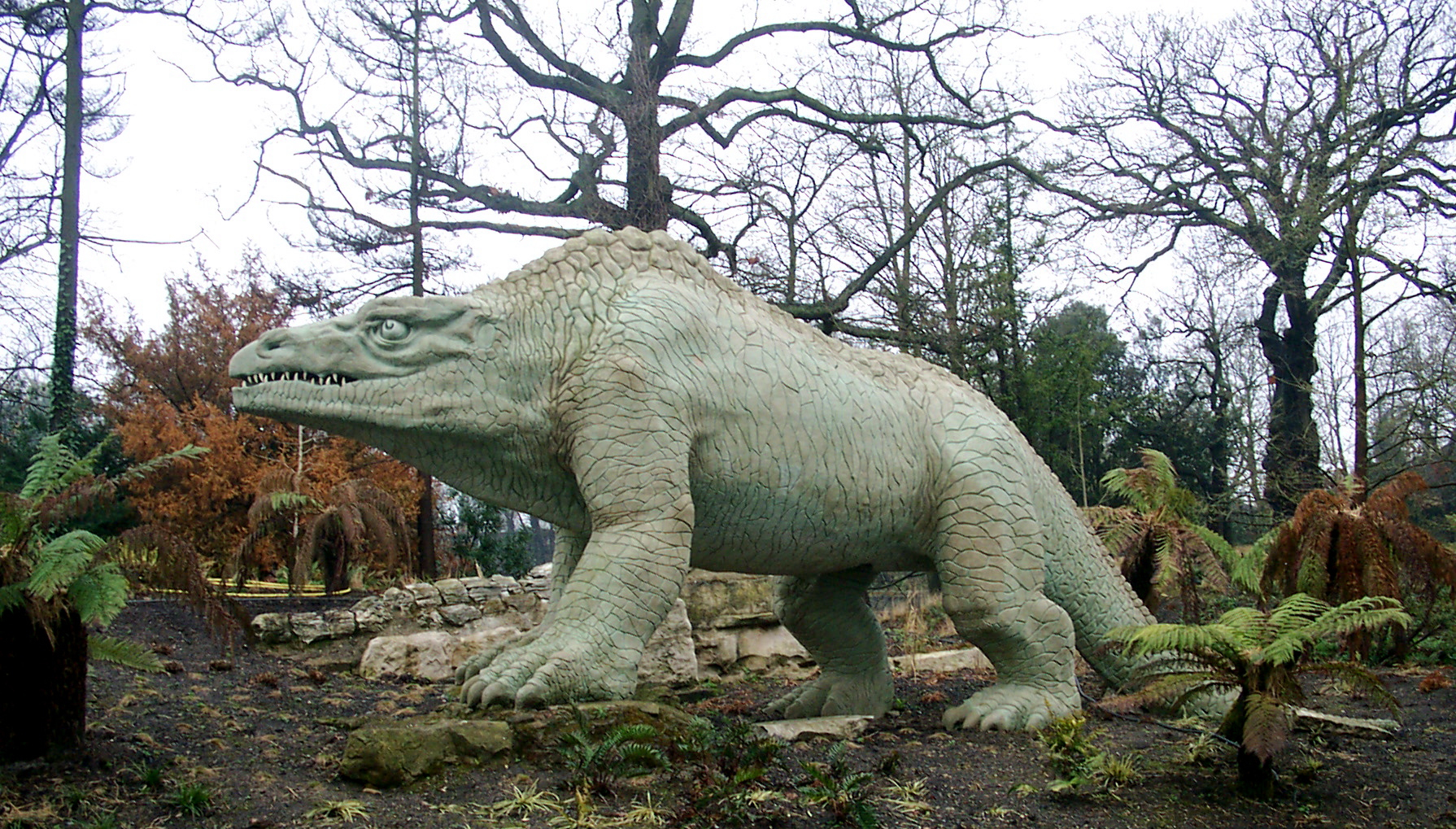
Betonové modely dinosaurů z 50. let 19. století stály za první vlnou vzedmuté "dinománie".

Druhohorní dinosauři (vyhynulá skupina tvarově, velikostně i časově rozmanitých a často značně velkých nebo bizarních plazů) jsou již od poloviny 19. století předmětem zájmu a obliby značného množství lidí. Nejvýznamnějším důvodem je pravděpodobně obří velikost sauropodů, kteří byli největšími suchozemskými tvory všech dob nebo děsivost obřích teropodů, mnohem větších, než jsou dnešní suchozemští predátoři. Nejvíce jimi bývají fascinovány děti, u mnohých z nich se dinosauři stanou na delší dobu intenzivním zájem. Psychologové dokonce popisují cosi jako „dinosauří období“, jakožto vývojovou fázi psychiky mnoha dětí zhruba mezi 2. a 6. rokem věku. Dinosauři jsou ve 21. století vnímáni jako pevná součást populární kultury, jak ukazuje příklad proslulého teropoda druhu Tyrannosaurus rex.

## Historie
První vzedmutí popularity dinosaurů nastalo zřejmě v 50. letech 19. století, kdy byly v Seydenhamu nedaleko Londýna umístěny velmi nepřesné, ale impozantní betonové modely dinosaurů v životní velikosti. Obecný pohled na dinosaury (i na jejich vzezření a ekologii) je stále u většiny populace poněkud zastaralý a nerespektuje nové vědecké poznatky o nich. Setkáváme se tak s nesprávnými údaji v hračkářstvích, filmech, starších nebo dětských knihách, nebo běžných diskuzích (kdy jsou například s dinosaury zaměňováni jiní pravěcí obratlovci jako ptakoještěři, mosasauři, pelykosauři, plesiosauři atd.). Svoji nezastupitelnou roli měli dinosauři také v komiksech.

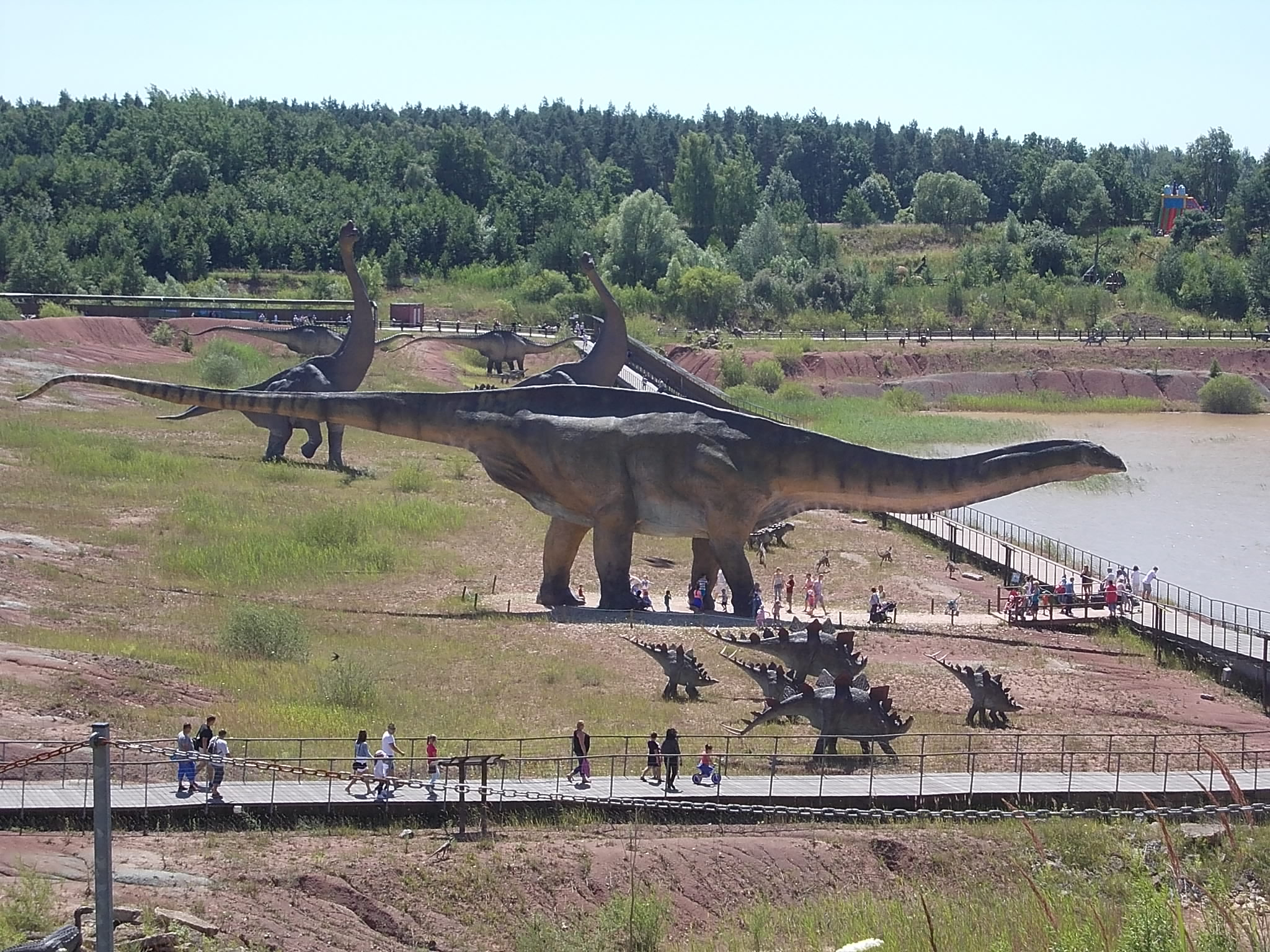
Pohled na modely dinosaurů v JuraParku Krasiejów. Podobné modely se v poslední době těší velké popularitě.

Největší posun ve vnímání dinosaurů nastal v 70. letech 20. století, kdy začíná období tzv. dinosauří renesance. Dinosauři se prakticky od počátku dějin kinematografie na počátku 20. století stali její nedílnou součástí a jsou jí stále. Pochopitelný je také komerční potenciál dinosaurů, ať již v podobě prodeje skutečných fosilií (často na černém trhu) nebo například prodej replik koster velkých dinosaurů. Zajímavá je také historie zobrazování dinosaurů („paleoart“), jejíž tradice sahá až do první třetiny 19. století a v níž se udál velmi výrazný posun zejména v posledních desetiletích. Po dlouhou dobu byli dinosauři zobrazováni jako strach nahánějící monstra z legend a mýtů, ve skutečnosti však byl jejich vzhled a chování mnohem podobnější skutečným tvorům ze současnosti (jako jsou velcí ptáci a plazi, případně i savci). Popularitu dinosaurů zvětšil také objev prokazatelně opeřených druhů, zejména z Číny.
Populární jsou také spekulace o možném vzniku druhohorní dinosauří civilizace, jejímiž nositeli by byli tzv. dinosauroidi - vysoce inteligentní formy teropodních dinosaurů (zejména z čeledi Troodontidae), vzniklé postupným sapientačním procesem (nejspíš v případě, že by nevyhynuli na konci křídy a mohli se vyvíjet dále v éře kenozoika). Toto téma oblíbené ve sci-fi žánru ale nemá žádnou oporu ve fosilním záznamu.
V průběhu doby se ustavily jisté trendy v zobrazování dinosaurů, z nichž některé jsou nesprávné a zavádějící. Příkladem může být zobrazování druhu Tyrannosaurus rex v zastaralé a nesprávné vertikalizované pozici.
Často se objevují také rčení, typu "hloupý/nemotorný jako brontosaurus" nebo pejorativní pojem "politický dinosaurus" pro neprogresivní a zpátečnické osobnosti politické sféry. Jedná se ale o nepochopení a chybnou interpretaci.
Neustále se také objevuje údaj, že neptačí dinosauři vyhynuli v době před 65 miliony let (viz také scifi thriller 65), již od roku 2013 je ale díky radiometrickému měření prokázáno, že to bylo o milion let dříve, tedy před 66 miliony let.
V současnosti jsou například animované komiksy, dokumenty, a knihy o dinosaurech často vypracovávány s dostatečnou dávkou erudice a kromě pobavení mohou také vzdělávat čtenáře z hlediska paleontologie (anatomie, fyziologie a ekologie dinosaurů).

## Zajímavosti
- Rekordně velký model dinosaura (Amphicoelias fragillimus) ve Střední Evropě se nachází v Juraparku Krasiejów, má délku kolem 35 metrů.
- Vůbec největší model dinosaura stojí od podzimu roku 2000 v kanadském Drumhelleru. Jedná se o zpodobnění slavného druhu Tyrannosaurus rex v nadživotní velikosti, s výškou 26 metrů a hmotností téměř 66 tun.[23]
- Mezi známé popularizátory tematiky dinosaurů v České republice patří dlouhodobě například RNDr. Vladimír Socha.[24][25] Významným popularizátorem tematiky dinosaurů byl také Ing. Jaroslav Mareš (1937-2021).[26]
- Mezi nejpopulárnější rody dinosaurů patří dlouhodobě Tyrannosaurus, Stegosaurus[27], Brontosaurus (či Brachiosaurus), Triceratops a Iguanodon.